# Rose Bernd (1957)
Rose Bernd ist ein deutscher Spielfilm aus dem Jahr 1957, für den Gerhart Hauptmanns gleichnamiges Bühnenstück die Vorlage bildet. Die Hauptrolle der Dienstmagd Rose Bernd, die sich auf ein Verhältnis mit ihrem verheirateten Arbeitgeber Christoph Flamm (Leopold Biberti) einlässt und schwanger wird, ist mit Maria Schell besetzt. Weitere tragende Rollen spielen Raf Vallone, Käthe Gold und Hannes Messemer. 

## Handlung
Rose Bernd und ihr Vater haben, nachdem sie aus ihrer schlesischen Heimat vertrieben worden sind, in einem kleinen westdeutschen Ort eine neue Heimat gefunden. Rose arbeitet als Magd bei dem Gutsbesitzer Christoph Flamm und versorgt auch dessen gelähmte Frau Henriette mit großer Hingabe. Rose ist fleißig, von heiterer Natur und inzwischen auf dem Flamm-Hof fast unentbehrlich. Für ihren Vater, der in seiner Heimat zum Kirchenvorstand gehörte, bedeutet seine Religion und seine Bibel alles.
Die junge, sehr hübsche Frau wird von dem Baggerführer Arthur Streckmann begehrt, der ihr immer wieder auflauert, obwohl er eine Liebschaft mit Marie Schubert hat. Streckmann gilt im Ort als Frauenheld. Rose fühlt sich von dem attraktiven Mann gleichzeitig abgestoßen, ob seiner Gefühlskälte, aber auf der anderen Seite auch seltsam angezogen. Es gibt einen weiteren Mann in Roses Leben, den Buchdrucker August Keil, der ehrliche Gefühle für sie hat, von ihr aber nicht für voll genommen wird, da er als Schwächling gilt. Roses Vater allerdings würde seine Tochter nur zu gern mit Keil verheiratet sehen. Roses Einwand, dass der Keil nicht auf sie zu warten brauche, sie wolle ihn weder jetzt noch später, wischt er vom Tisch.
Eines Nachts kommt Flamm nach einem Gaststättenbesuch angetrunken in Roses Schlafkammer und stammelt, dass er sie von der Stelle weg heiraten würde, er habe seine Frau zwar verflucht gern, aber sie sitze nun seit geschlagenen sechs Jahren im Rollstuhl. Obwohl Rose Gefühle für Flamm hat, entzieht sie sich ihm und flüchtet ins Gasthaus, wo sie ausgelassen mit Arthur Streckmann tanzt. Er sei schon ein schöner Mann, kokettiert sie, aber nur zum Anschauen. Auch andere Männer auf der Tanzfläche werben um Rose. Als die junge Frau später in der Nacht ihre Kammer wieder betritt, sitzt Flamm auf ihrem Bett und meint, dass Streckmann sie ganz bestimmt nicht heiraten werde. Rose erwidert, sie wisse nicht, was mit ihr sei. Der Gutsbesitzer spricht daraufhin beruhigend auf Rose ein und meint, es sei nun einmal so und nicht mehr zu ändern, dass er sie ganz verdammt gern habe. Sie sei ja noch ein Kind gewesen, als sie auf seinen Hof gekommen sei und schon damals habe sie ihn durch ihre Ehrlichkeit und Geradlinigkeit beeindruckt. Rose erwidert, sie sei doch gegen ihn gar nichts, sie könne niemals so gescheid reden und ausgerechnet sie solle sein Glück sein? Obwohl Flamm Rose wissen lässt, dass sie nur „Nein“ zu sagen brauche, dann werde er ihre Kammer umgehend verlassen, spricht Rose dieses Wort nicht aus. 
Zur selben Zeit rast Streckmann mit Marie Schubert auf dem Sozius die Straße entlang und verunglückt schwer. Marie bezahlt die Fahrt mit dem Leben. 
Die Heimlichtuerei, die Rose in der nun folgenden Zeit gegenüber Henriette Flamm, die sie sehr mag, an den Tag legen muss, bedrückt die junge Frau zunehmend. Ein weiterer Umstand macht Rose zu schaffen. Der inzwischen aus dem Krankenhaus entlassene Streckmann hat durch Zufall das Verhältnis zwischen Rose und Flamm entdeckt und erpresst sie nun mit seinem Wissen. Als Rose dann auch noch feststellt, dass sie schwanger ist, weiß sie nicht mehr ein noch aus. Als Henriette Flamm von ihr wissen will, was mit ihr los sei, bringt Rose es nicht fertig, sich der erfahrenen Frau anzuvertrauen. In ihrer Not sieht Rose den einzigen Ausweg darin, nun doch den Antrag von August Keil anzunehmen, zumal Flamm sie im Stich gelassen und durchblicken lassen hat, dass sie das Kind abtreiben solle. 
Roses Versuch, Streckmann ihr Sparbuch zu überlassen, wenn er aufhöre, ihr weiter nachzustellen und ihr zu drohen, schlägt fehl. „Ich krieg dich schon noch dahin, wohin ich dich haben will“, meint er, „du bist doch sonst auch keine Heilige.“ Rose flieht in ein Kornfeld, Streckmann setzt ihr nach. Trotz anfänglicher Gegenwehr gibt sie sich ihm schließlich hin. Kurz darauf kommt es zu einem Zwischenfall, bei dem Vater Bernd Streckmann wegen der toten Marie Vorwürfe macht, die dieser nicht auf sich sitzen lassen will. Er ergeht sich in Andeutungen, dass man lieber vor der eigenen Tür kehren solle, ehe man sich über andere aufrege. Das Korn sei zwar stumm, aber es könne so einiges erzählen und Rose habe jedenfalls nicht nur bei ihm auf dem Sozius gesessen und außerdem solle man doch mal den Flamm fragen, der könne auch noch einiges erzählen. Daraufhin kommt es zu einem Kampf zwischen dem ebenfalls anwesenden August Keil und Streckmann, wobei Keil ein Auge verliert. Vater Bernd, selbstgerecht davon überzeugt, dass Streckmann lügt, strengt eine Verleumdungsklage gegen ihn an und zwingt seine Tochter so indirekt dazu, einen Meineid zu schwören. Rose schämt sich viel zu sehr und bringt es nicht über sich, im Gerichtssaal ihre Beziehung zu zwei Männern zuzugeben. Als durch die Aussagen Streckmanns und Flamms dann die Wahrheit herauskommt, ignoriert Rose hartnäckig die Vorladungen des Gerichts, so dass ihr mit Zwangsvorführung gedroht wird. Als ihr Vater darauf dringt, dass sie zu der neu angesetzten Verhandlung gehen und die Gerechtigkeit und die Strafe nun ihren Gang nehmen müsse und auf Meineid Zuchthaus stehe, so dass ihr Kind dann wohl im Zuchthaus zur Welt kommen werde, verbrennt Rose das blaue Babyjäckchen, an dem sie gestrickt hat, im Feuer. 
Auf der Zugfahrt zum Gerichtstermin setzen bei Rose die Wehen ein. Als der Zug hält, steigt sie aus und flüchtet durch die kalte Schneelandschaft unter eine Brücke. Während der Zug geräuschvoll weiterfährt, bringt sie dort unter Qualen ihr Kind zur Welt. Nach drei Tagen taucht Rose dann im Hause Flamm auf, wo man ihr erklärt, dass man überall nach ihr gesucht habe. Als man ihr mitteilt, dass ein Haftbefehl gegen sie erlassen worden sei, erwidert Rose teilnahmslos, das alles interessiere sie nicht mehr, sie wolle nur den Schlüssel, um ihre Sachen zu holen, ihr Kind sei tot. Als es zur Welt gekommen sei, habe es noch nicht einmal ein Dach über dem Kopf gehabt. Dann wendet sie sich ab und geht. Als Flamm zu seiner Frau meint, man könne Rose doch nicht mit diesem Schwächling, womit er Keil meint, allein lassen, entgegnet sie nur: „Das sagst du? Sie ist nicht allein.“ Keil läuft inzwischen Rose nach, seine Liebe hat Bestand.

## Hintergrund
Die Dreharbeiten begannen am 6. September und dauerten bis in den Oktober 1956 hinein. Gedreht wurde sowohl auf dem Außengelände des Bavaria-Ateliers als auch in der Gegend zwischen Ammersee und Starnberger See. Die Bauten stammen von Hans Berthel und von Robert Stratil. Die Aufnahmeleitung hatten Jürgen Mohrbutter und Helmut Ringelmann inne. Der Verleih des Films erfolgte durch Schorchtfilm.
Die Uraufführung von Rose Bernd fand am 31. Januar 1957 im Theater am Kröpcke in Hannover statt. Im deutschen Fernsehen wurde der Film erstmals am 11. November 1963 vom ZDF gezeigt.
Gegen die Besetzung der Rolle des Arthur Streckmann mit dem italienischen Schauspieler Raf Vallone gab es seinerzeit viele kritische Stimmen. Herbert Spaich schrieb dazu in seiner Biografie über Maria Schell, dass gerade diese Besetzung dem Film eine „eigenartige Spannung“ verliehen habe. Wie Rose, sei auch er „ein Fremder“, „ein Außenseiter“. Weiter führte Spaich aus, die „große Entdeckung“ in diesem Film, sei allerdings Hannes Messemer in seiner ersten Filmrolle gewesen: „Ein beschädigter Mensch, ängstlich, korrekt, ein kleiner Geist, der Rose Bernd still liebt; die Rolle für einen großen Schauspieler.“
Es gibt eine weitere Verfilmung von 1919 unter demselben Titel. In dieser Stummfilmversion spielen Henny Porten, Alexander Wirth, Emil Jannings, Paul Bildt und Ilka Grüning die Hauptrollen. 1962 wurde das Stück fürs Fernsehen verfilmt. Ida Krottendorf spielte neben Bruno Dallansky, Marianne Hoppe, Erwin Linder und Otto Bolesch die Hauptrolle. Ein weiterer Fernsehfilm entstand 1998 mit Johanna Wokalek als Rose Bernd.   

## Kritik
Das Lexikon des Internationalen Films war der Ansicht, dass die Verfilmung von Gerhart Hauptmanns Bühnenstück „durch die Verlegung der Geschichte in eine andere Region nichts mehr von dem Naturalismus der Vorlage“ enthalte, befand jedoch, dass dies „trotz einer gewissen Verflachung der Vorlage eine handwerklich und darstellerisch weit überdurchschnittliche Produktion im westdeutschen Film der 50er Jahre [sei]“.
Sybille von der Film-Revue hob besonders die Leistung von Maria Schell hervor und schrieb seinerzeit: „Diese Frau ist ein solches Perpetuum mobile komödiantischer Aktionsbereitschaft, dass man wahrhaft nicht mehr unterscheiden kann, wen man im Augenblick eigentlich vor sich hat – die Maria Bernd oder Rose Schell.“
Auch der Nassauer Bote lobte die Leistung Maria Schells und fand folgende Worte: „Die Gestalt der ‚Rose Bernd‘ im Film, die in ihrer Charakteristik dem Werk Gerhart Hauptmanns verpflichtet ist, hätte keine bessere Interpretin als Maria Schell finden können. Es ist eine Gestalt von menschlicher Tiefe und Vielschichtigkeit. Leidenschaftliche Lebensfreude und triebhafte Sinnlichkeit stehen neben kindlicher Naivität, gemüthafter Wärme und der Fähigkeit zu fraulicher, mütterlicher Liebe.“
Der Evangelische Filmbeobachter stellte den Film Rose Bernd sogar über das Stück: „Dass Rose sich als Kindesmörderin bekennt und dass am Ende nichts als ein hilfloser und zu spät kommender Seufzer des Mitleids steht, diese dunkle und ausweglose Konzeption Hauptmanns wird abgewandelt in die Andeutung einer Überwindung von Schuld und Leid durch die vergebende Liebe. Gerade diese Änderung macht den Film zu einem in sich geschlossenen Gesamtwerk.“   

## Auszeichnung
Der Film erhielt das Prädikat »besonders wertvoll«.